# دهستان گلپهو
دهستان گلپهو (به لاتین: Gelephu Gewog) یک دهستان در کشور بوتان است که در ناحیهٔ سرپانگ واقع شده‌است.